# Chenopodium subficifolium
Chenopodium subficifolium là loài thực vật có hoa thuộc họ Dền. Loài này được (Murr) Druce mô tả khoa học đầu tiên năm 1912.